# Volodymyrec'
Volodymyrec' (in ucraino Володимирець?; in russo Влaдимирец?, Vladimirec) è un insediamento rurale ucraino (8699 abitanti) nel distretto di Varaš, nell'Oblast' di Rivne. Ospita l'amministrazione della comunità territoriale di Volodymyrec' una delle comunità territoriali dell'Ucraina.
Fino al 18 luglio 2020 Volodymyrec' era il centro amministrativo del distretto di Volodymyrec', abolito come parte della riforma amministrativa dell'Ucraina, che ha ridotto a quattro il numero dei distretti dell'oblast' di Rivne. L'area del Distretto di Volodymyrec' è stata fusa nel distretto di Varaš
Fino al 26 gennaio 2024 Volodymyrec' era classificata come insediamento di tipo urbano. Da tale data è entrata in vigore una nuova legge che ha abolito questo status e Volodymyrec' è stata riclassificata come insediamento rurale.